# Etiopie na Letních olympijských hrách 1968
Etiopie se účastnila Letní olympiády 1968 v Mexiku ve třech sportech. Reprezentovalo ji 18 závodníků.

## Medailisté
| Medaile | Jméno      | Sport    | Soutěž               |
| ------- | ---------- | -------- | -------------------- |
| Zlato   | Mamo Wolde | Atletika | Muži maraton         |
| Stříbro | Mamo Wolde | Atletika | Muži běh na 10 000 m |